# Liam Reddox
Liam Reddox, född 27 januari 1986 i Whitby, Ontario, är en kanadensisk före detta ishockeyspelare. Han har dubbelt medborgarskap i Kanada och Skottland.
Liam Reddox valdes av Edmonton Oilers i den fjärde rundan av 2004 års NHL-draft som 112:e spelare totalt. Han har fram till och med 2011 spelat 100 matcher för Oilers i NHL och på dem gjort 6 mål och 18 assist för totalt 24 poäng.
Reddox blev den 15 september 2011 Växjö Lakers historiska premiärmålskytt i Elitserien när han gjorde lagets första mål mot Luleå i den andra omgången.
Den 16 mars 2014 såg Reddox återigen till att bli inskriven i Växjö Lakers historia då Reddox i kronobergshockeyns allra första slutspelsmatch någonsin gjorde Växjö Lakers första slutspelsmål genom att sätta 1-0 mot Luleå inför en fullsatt Vida Arena.
Liam Reddox var återigen historisk när han var med och tog Växjö Lakers första SM-guld 2015. Han blev året därpå även lagkapten.

## Klubbar
- Milton Merchants 2001–2002
- Wellington Dukes 2002–2003
- Peterborough Petes 2003–2006
- Stockton Thunder 2006–2007
- Springfield Falcons 2007–2010
- Edmonton Oilers 2007–2011
- Oklahoma City Barons 2010–2011
- Växjö Lakers 2011–2019
- Belfast Giants 2019–2020